# Gabriel Nehrebecki

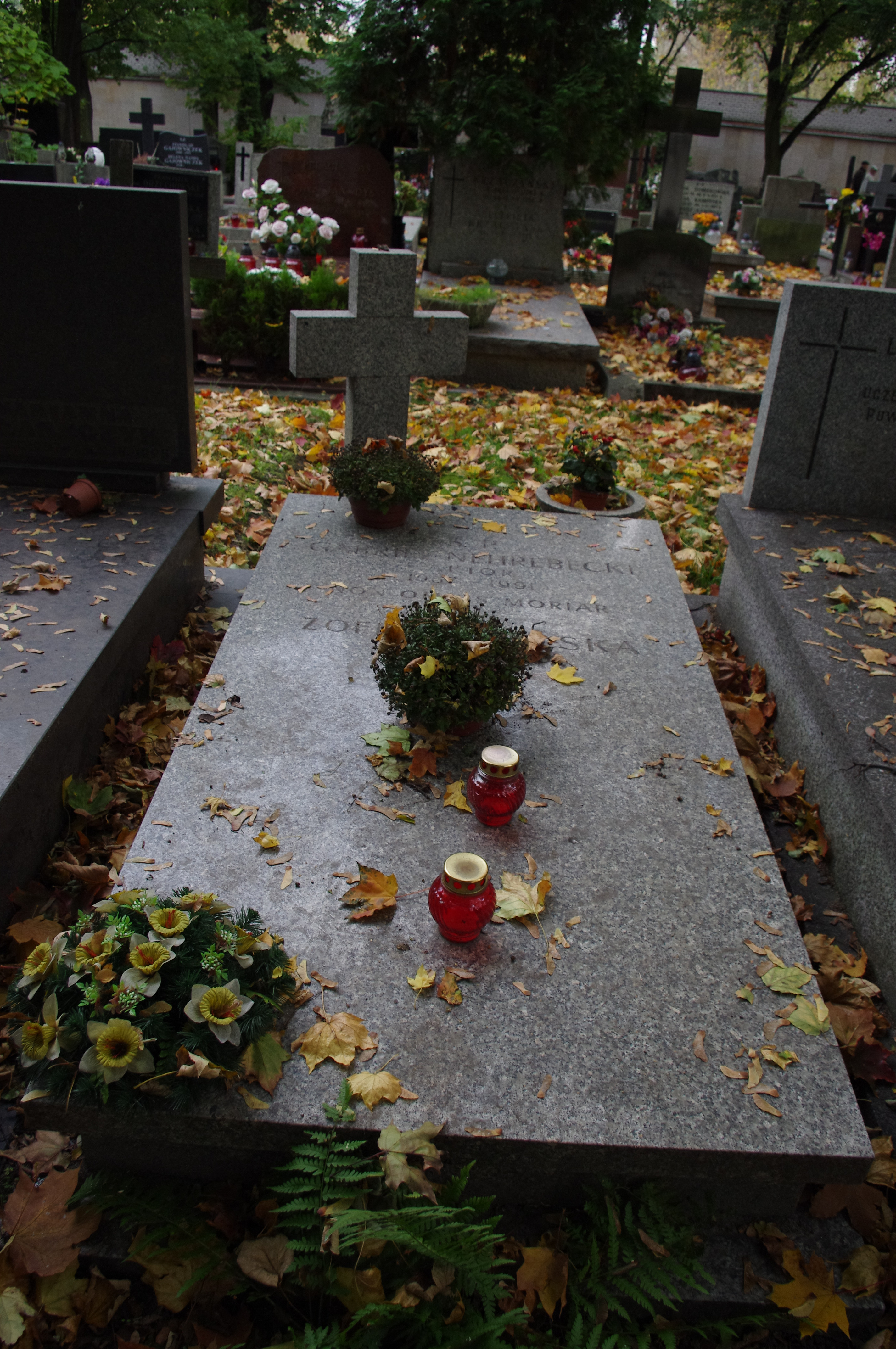
Grób aktora Gabriela Nehrebeckiego na Cmentarzu Wojskowym na Powązkach w Warszawie

Gabriel Nehrebecki (ur. 30 grudnia 1937 w Gdyni, zm. 14 lutego 1991 w Warszawie) – polski aktor teatralny i filmowy.

## Życiorys
W 1963 roku ukończył studia na PWST w Warszawie. Występował na scenach następujących teatrów:
- Teatr Wybrzeże w Gdańsku
- Teatr Polski w Warszawie
- Teatr Klasyczny w Warszawie
- Teatr Ludowy w Warszawie
- Teatr Nowy w Warszawie

## Życie prywatne
Jego żoną była aktorka Anna Nehrebecka.

## Filmografia
- 1965: Miejsce dla jednego
- 1966: Bokser − Staszek, kolega Tolka w jego rodzinnej miejscowości
- 1966: Bariera − Elegant
- 1967: Julia, Anna, Genowefa... − Rajmund Szymgała
- 1969: Podróżni jak inni − gestapowiec
- 1972: Odejścia, powroty − członek oddziału rosyjskiego (odc. 2)
- 1975: Dyrektorzy (odc. 6)
- 1977: Pasja − mężczyzna w salonie krakowskim
- 1980: Zamach stanu − Stanisław Dubois, poseł PPS oskarżony w procesie brzeskim
- 1980: Powstanie listopadowe. 1830–1831
- 1980: Polonia Restituta − legionista
- 1981: Szarża, czyli przypomnienie kanonu − porucznik Marian Walicki
- 1981: Najdłuższa wojna nowoczesnej Europy − żandarm (odc. 9)
- 1981: Kto ty jesteś? − towarzysz Nowik
- 1982: Polonia Restituta − legionista
- 1982: Blisko, coraz bliżej − powstaniec
- 1983: Na odsiecz Wiedniowi − margrabia Ludwik Wadeński
- 1985: Zamach stanu − Stanisław Dubois, poseł PPS oskarżony w procesie brzeskim (odc. 5)
- 1985: Przyłbice i kaptury (odc. 1 i 6)
- 1985: Dłużnicy śmierci − Józek
- 1987: Śmieciarz
- 1988: Przeprawa − Władysław Jagodziński, tłumacz w oddziale rosyjskim
- 1989: Gdańsk 39
- 1990: Urodziny Kaja

## Teatr Telewizji
Wystąpił w kilkudziesięciu spektaklach Teatru Telewizji. Zagrał m.in. rolę Filcha w spektaklu „Opera za trzy grosze” (1976) i rolę Julka w spektaklu „Odwety” (1977).